# Introducing Joss Stone
Albums de Joss Stone
Mind, Body & Soul Colour Me Free
Singles
Introducing Joss Stone est le troisième album de Joss Stone. Il est sorti le 12 mars 2007 en Angleterre et le 20 mars aux États-Unis.
Les singles sont Tell Me 'Bout It, Tell Me What We're Gonna Do Now et Baby Baby Baby.

## Liste des titres
1. Change [Vinnie Jones Intro] - 0:35
2. Girl They Won't Believe It - 3:16
3. Headturner - 3:17
4. Tell Me 'Bout It - 2:49
5. Tell Me What We're Gonna Do Now - 4:23
6. Put Your Hands On Me - 2:58
7. Music - 3:42
8. Arms Of My Baby - 2:52
9. Bad Habit - 3:41
10. Proper Nice - 3:25
11. Bruised But Not Broken - 4:15
12. Baby Baby Baby - 4:35
13. What Were We Thinking - 4:25
14. Music [Outro] - 3:48